# Kisszállás
Kisszállás község Bács-Kiskun vármegye Kiskunhalasi járásában.

## Fekvése
Kisszállás a Duna–Tisza köze déli részén helyezkedik el, Kiskunhalastól 22 kilométerre délre. Közigazgatási területének kiterjedése 9206 hektár, melyből 485 hektár a belterület.
A szomszédos települések: észak felől Balotaszállás, kelet felől Öttömös, délkelet felől Kelebia, dél felől Tompa, délnyugat felől Mélykút, nyugat felől Jánoshalma, északnyugat felől pedig Kunfehértó.

### Megközelítése
A község könnyen megközelíthető a szomszédos települések és az ország távolabbi részei felől is, mivel közigazgatási területén, központjától alig három kilométerre keresztezi egymást a Szeged és Baja közötti 55-ös főút, valamint a Solttól Kiskunhalason át a déli országhatárig húzódó 53-as főút. Az 55-ös főút érinti is a belterületét, annak déli széle mentén elhaladva, de lakott területén csak az 5416-os út halad végig; ez hivatalosan Jánoshalmával köti össze a falut, de külterületi részein jobbára szilárd burkolat nélküli útként húzódik.
A hazai vasútvonalak közül a községet a Budapest–Kelebia-vasútvonal érinti, melynek egy megállási pontja van itt; Kisszállás vasútállomás a központtól jó 4 kilométerre keletre helyezkedik el, Újfalu településrész mellett, közúti elérését az 53-as főútból kiágazó 54 318-as számú mellékút biztosítja.

## Története
A település területén talált ásatási leletek őskori emberi élőhelyre utalnak. A honfoglalás után több falu alakult a mai település környékén. A község nevének utótagjából következtethetően, kun település volt. Kisszállás neve okleveleinkben először 1561-ben fordult elő.
A mai községről az első térképek a 18. század végén készültek, akkor még pusztaként említik. 1871-ben jött létre a község 3 település: Máda, Ivánka és Kis-szállás egyesüléséből. A mai falu 1945-ben alakult a belmajori területekből. A település az avar kortól lakott, ezt bizonyítja 2 avar kori sír, melyet 1960-ban találtak a Petőfi utcában. A faluban több helyen is előkerültek különböző korból származó leletek, például III. Béla király ideje alatt vert bronzpénz, vagy a Törökdombon egy kun falucska templomát és temetőjét találták meg, ahonnan 52 sírt ástak ki.
Községünk egy hatalmas földesúri birtok része volt. Történelme folyamán a földesurak gyakran váltották egymást a gyakori földadományozások miatt. Biztosan tudjuk, hogy Hunyadi Mátyás fia, Corvin János is a település földesura volt, majd az uradalom a Czobor család kezébe került. Az uraság eltékozolta a vagyonát és életjáradékot kapott az udvartól. Valószínűleg innen ered az a hiedelem, hogy az új uraság Kis-szállást kártyán nyerte. Vendéglőnk neve is ezt jelzi: Piros Hetes.
A török hódítások után a Német Lovagrend, majd az 1810-es évektől az Orczy család birtoka lett. Ekkor már 3 kis település: Ivánka, Máda, Kis-szállás létezett a mai község területén. A földbirtokos báró Orczy Lőrinc nemesi költő volt, aki hatalmas vagyont halmozott fel, de az uradalmat nem fejlesztette, inkább bérbe adta, nem túl szerencsésen. Nagyon sok peranyag maradt fenn erről a korról.
Az uradalom és a település életében óriási változást hozott, amikor 1846-ban Stametz Mayer János bécsi bankár megvásárolta a területet. Hamarosan hatalmas építkezések kezdődtek és néhány év alatt az uradalom egy jelentős „amerikai típusú" kapitalista nagybirtokká alakult át. 1856-ban az uradalmat gyermekeire ruházta. Heinrich Mayerra, Mayer Leopoldinára és Mayer Rozáliára (San Martino di Valperga grófnőre).
1890-ben az összes ingatlant San Martino di Valperga grófnő gyermekei kapták. Ők voltak az utolsó tulajdonosok. San Martino gróf és testvére Boncompagni hercegné.
A kisszállási uradalom a legnagyobb magyarországi uradalmak egyike volt. Működött gőzmalom, amely a déli területek gabonáját őrölte, jéggyár, szeszgyár. Hatalmas kapacitású magtárban tárolták a gabonát. A Hajdú testvérek (Géza, Ernő) és Korondi Károly voltak az uradalom bérlői, gazdasági fejlesztői és vezetői.
Az uradalom területén kiemelkedő minőségű tenyészállomány élt. Híres volt a tüskösi ménes, vagy a birka és marhaállomány. A második világháború után az uradalom elvesztette jelentőségét. A kastély berendezését széthordták, az állatállomány eltűnt. 1945 után a településen több üzem és termelőszövetkezet jött létre. Sok kisszállási embernek adott megélhetést a Kendergyár, a Temaforg vállalat és a Vetőmag, valamint a négy helyi termelőszövetkezet (Bácska, Szabadság, Petőfi, Budakalász). A termelőszövetkezetek később egyesültek.
A rendszerváltás után ezen üzemek bezártak és a termelőszövetkezet is átalakult. Jelenleg falunkban egy tejüzem és jelentős szarvasmarhatelep létezik. Most települt be egy kisebb létszámot foglalkoztató vállalkozás, amely különböző gépek szétszerelésével foglalkozik.
A település zöldterületi ellátottsága igen jónak mondható. A község középpontjában szép őspark rész található - valamint számtalan zöldövezet várja a sétáló embereket.
Mára jelentősen csökkent a munkahelyek száma sokan ingázó dolgozókká váltak jelentős számban Kiskunhalasra járnak dolgozni. 2004-ben sikerült egy új üzemet nyitni a csökkent munkaképességűek részére.
A lakosság száma 1960-as évektől folyamatosan csökken az elvándorlás és az alacsony születésszám miatt. Jelenleg azonban ismét kezd növekedni a beköltözések száma, egyre több család választja Kisszállást új otthonául, így a lakosságszám-változás stagnál.
Külterületen még mindig sokan élnek. A népesség hagyományosan, szinte teljes egészében katolikus vallású.

## Szimbólumok

### Címer
Kisszállás címere beszélő címer, amely a község múltját hivatott reprezentálni. A lófej (tête de cheval) alakú pajzsban középen ezüst mezőben balra lépő, baljában három nyilat szorító, jobbját támadóan előrenyújtó fegyverzett ezüst griff található. Az alsó zöld mezőben három cölöp mentén szimmetrikusan elhelyezkedve hét (2 – 3 – 2) ezüst máltai kereszt foglal helyet.
A pajzs felső peremén enyhén balra forduló ezüst salade típusú sisak van visière-rel, melytől jobbra kék és ezüst, balra zöld és ezüst foszlányok omlanak alá. (Mindez heraldikai nézetben.)
A címer hármas tagolásával és a griff által összefogott három nyílvesszővel szimbolizálja, hogy a község három településből alakult.
A griff jelzi egyrészt, hogy a terület az avar kor óta lakott, másrészt, hogy az Orcy család egyesítette egykor a három települést egy birtokban, s az ő címerükben is szerepelt a griff.
Az ezüst mezőben futó vörös pólya a település Árpád-kori megültségére utal, a zöld mezőben – mely a föld termékenységét jeleníti meg – lévő máltai keresztek pedig II. Géza királyra emlékeztetnek, aki a Johannita (Máltai) lovagrendet megtelepítette Magyarországon, és akinek a pénze a község határában került elő az egykorú meglétet dokumentálva. A pajzs alakja pedig a hajdani nagy állattartásra céloz.

### Zászló
Kisszállás zászlója téglalap alakú. Felül kék, alul zöld. A rúd felől háromszög alakú aranyékkel, amely aranyszalagban folytatódva választja el az alapszíneket.
A címer tengelye a rúddal párhuzamos és aranyszalagban folytatódva választja el az alapszíneket. A címer az aranyékben van, tengelye a zászló tartórúdjára merőleges.

## Közélete

### Polgármesterei
- 1990–1994: Sörös József (független)[4]
- 1994–1998: Sörös József (független)[5]
- 1998–1999: Bór Józsefné (független)[6]
- 1999–2002: Kispál István (független)[7]
- 2002–2006: Kispál István (független)[8]
- 2006–2010: Kispál István (független)[9]
- 2010–2014: Kispál István (független)[10]
- 2014–2019: Kispál István (független)[11]
- 2019–2024: Rozsnyai Attila (független)[12]
- 2024– : Rozsnyai Attila (független)[1]

A településen 1999. november 21-én időközi polgármester-választást tartottak, aminek oka még tisztázást igényel, de az előző polgármester nem indult el rajta (a lakosok egyetlen jelöltre szavazhattak).

## Népesség
A település népességének változása:
| Lakosok száma | 2429 | 2409 | 2372 | 2311 | 2189 | 2177 | 2149 |
|               | 2013 | 2014 | 2018 | 2021 | 2022 | 2023 | 2024 |

A 2011-es népszámlálás során a lakosok 88,2%-a magyarnak, 2,2% cigánynak, 0,2% horvátnak, 0,6% németnek mondta magát (11,6% nem nyilatkozott; a kettős identitások miatt a végösszeg nagyobb lehet 100%-nál). A vallási megoszlás a következő volt: római katolikus 59,9%, református 1,9%, evangélikus 0,2%, görögkatolikus 0,1%, felekezeten kívüli 18,2% (19,1% nem nyilatkozott).
2022-ben a lakosság 84,4%-a vallotta magát magyarnak, 0,6% cigánynak, 0,4% németnek, 0,3% szerbnek, 0,2% horvátnak, 0,1% románnak, 0,1% lengyelnek, 1% egyéb, nem hazai nemzetiségűnek (15,4% nem nyilatkozott; a kettős identitások miatt a végösszeg nagyobb lehet 100%-nál). Vallásuk szerint 37,4% volt római katolikus, 1,7% református, 0,3% evangélikus, 0,2% görög katolikus, 0,1% ortodox, 1% egyéb keresztény, 0,9% egyéb katolikus, 16,5% felekezeten kívüli (41,7% nem válaszolt).

## Nevezetességei

### Kastély

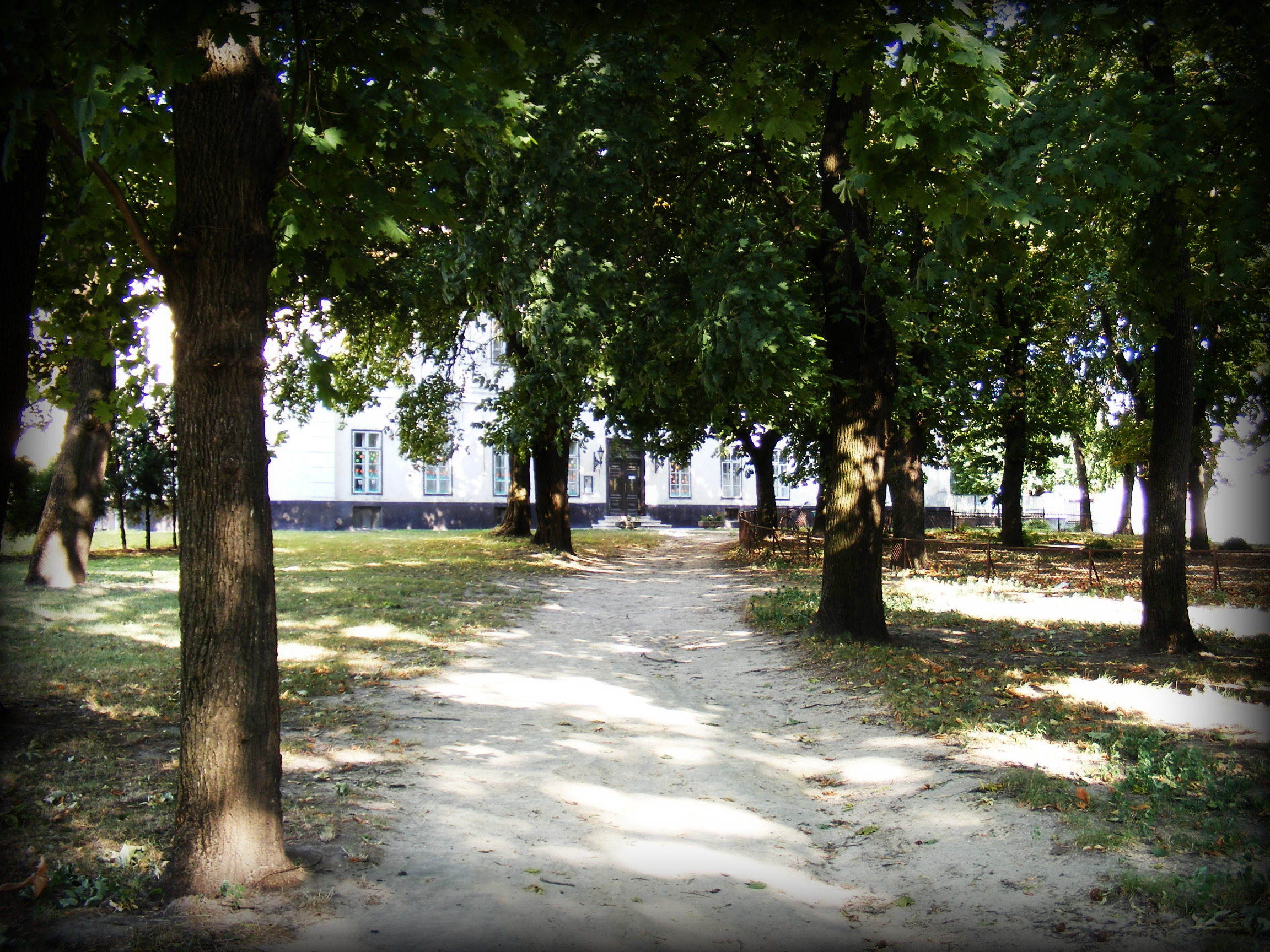
Boncompagni-kastély

A Boncompagni-kastélyt 1855-56-ban emelt neoklasszicista stílusú egyemeletes alápincézett, palatetős téglaépület. Hosszúsága 50 m, szélessége 20 m. 1909-től modernizálták, felújították. Központi gőzfűtéssel látták el, a belső falakat textiltapétákkal vonták be, parkettáztak, mintás műkövekkel rakták le auláját, alsó folyosóját. Elöl is, hátul is hatalmas angolpark vette körül. Tulajdonosa Boncompagni-Ludovisi családból Arduina hercegné és San Martinod-i Valperga Henrik gróf, Mayer János unokái voltak.
1948-tól iskola lett egyik része, a másikat tanítók lakásaként használták. Jelentősebb átalakítások történtek benne. 1975-ben a Kiskastély és a Nagykastély közé új diákotthoni szárnyat építettek be.
Ma műemlék jellegű épület. Iskola. A főbejárati ajtaja a fa-borítású lépcsőháza, a bejárati ajtó melletti öntöttvas kandeláberek és a megmaradt két öntöttvas csillárja még az eredeti.
A kisszállási uradalmi iskola alapítási éve 1829, amikor Orczy Lőrinc, a terület földesura szobát biztosított az oktatás céljára. Azóta az iskola működése folyamatos. Többször áthelyezték különböző épületekbe, 1939-ig a jelenlegi Községháza helyén álló épületben működött, majd a mai óvoda épületében. 1946-ban a Földművelésügyi miniszter átadta a Boncompagni-féle kastélyt iskola céljára, azóta is ebben a műemlék jellegű épületben működik. Az akkori igazgatóról, Sallai Istvánról kapta az általános iskola a nevét.
Hamarosan egy 20 fős internátus is beindult, melynek igazgatója Heves Dénes lett. 1948-ban Sallai Istvánt áthelyezték és ezután Heves Dénes lett az igazgató. Az 1960-as évektől már közel 350 fős tanulólétszámmal működött a belmajori iskola.
Az 1945 után létrejött kiterjedt tanyarendszer miatt 6 tanyasi iskola is működött a község területén: Almajori, Tompamajori, Négyestelepi (Vitéztelepi), Tormatanyai, Tüskösi és az Ivánkái iskola. Ezek az iskolák az 1970-es évek közepére megszűntek. A tanulók pedig az 1975-ben átadott új belmajori kollégiumban kaptak elhelyezést. A rendszerváltás után a gyereklétszám csökkent, néhány éve már minden évfolyamon csak egy-egy osztály működik. Jelenleg az iskola tanuló létszáma 169 fő. A szakos ellátottság 100%-os. Két művészeti iskola is működik az intézményben, nagy gondot fordít a tantestület a felzárkóztatásra és a tehetséggondozásra.

### Kis kastély
A Nagykastélytól északra épült 1913-ban. Egyemeletes téglaépület. Az alsó szintet a személyzet a felső szintet a vadászvendégek lakták.
Ma alsó szintje az idősek szociális otthona, az emelet a gyermekek diákotthoni része.

### Katolikus templom

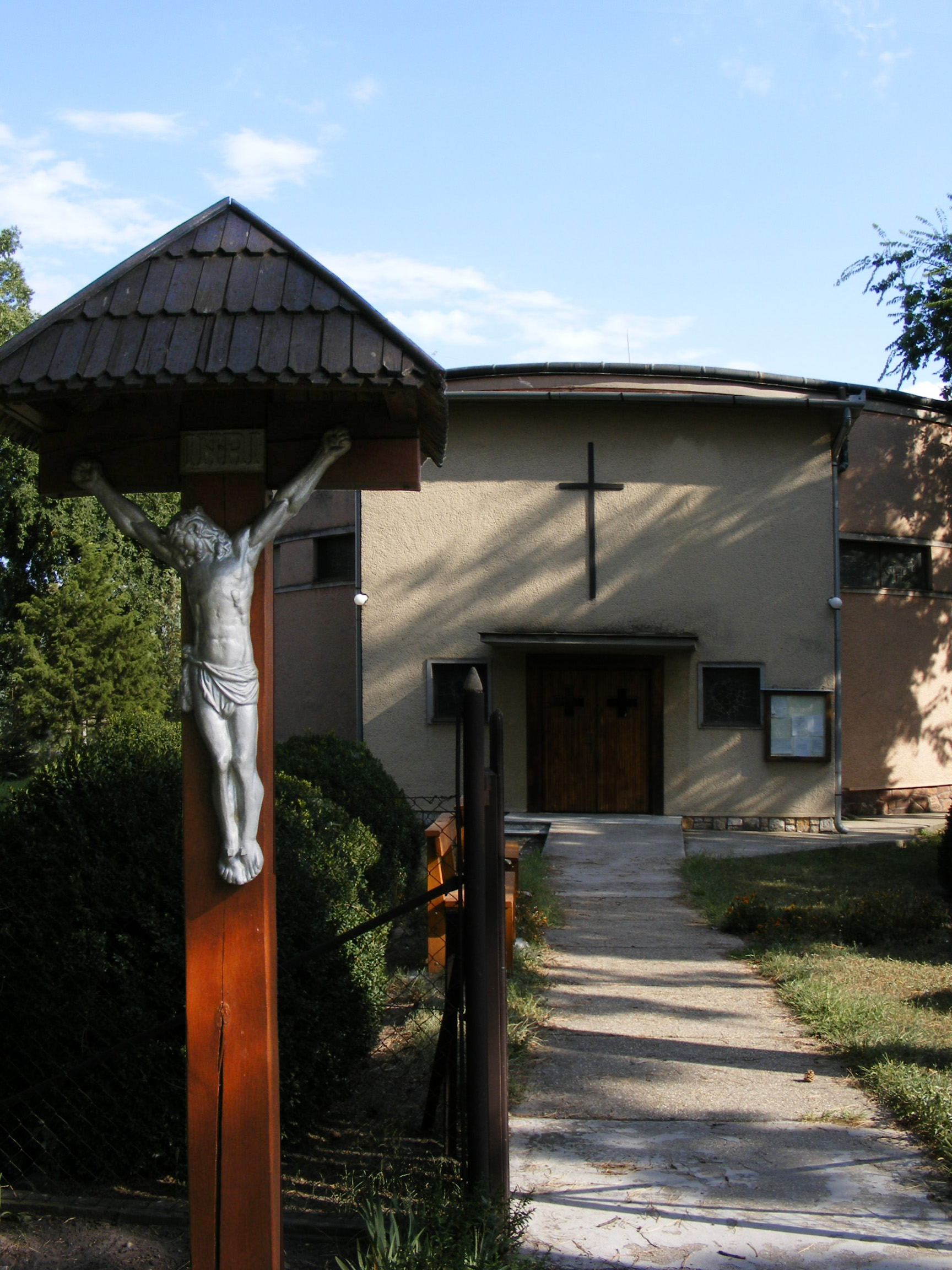
Templom

A kastély építése idején készült egy kis kápolna is, melyet az 1970-es években kibővítettek és modern a hagyományos katolikus templomoktól eltérő kerek formában építettek meg. A stáció képek is egészen új stílusúak. A templom érdekessége még, hogy nincs tornya.
1873-ban épült, 1974-ben bővítették félkör alakú templommá. A kápolna mögött épült 1910-ben a parókia, melynek kertjében helyi védettség alatt álló normandiai jegenyefenyő található.

### I. és II. világháborús emlékmű
Az I. és II. világháborúban elesett kisszállási katonáknak állítottak egy emlékművet az iskola (Kastély) előterében, rondóján.

### Rohodai temető és a Vitéztelepi temető
Az önkormányzat két külterületi temetőt kegyeleti emlékhellyé nyilvánított, az egyik a Vitéztelepi (Négyestelepi) temető, ahová 1930-1965 között temettek, valamint a Rohodai-temető, amit 1912-1960 között használtak

### Kastélypark

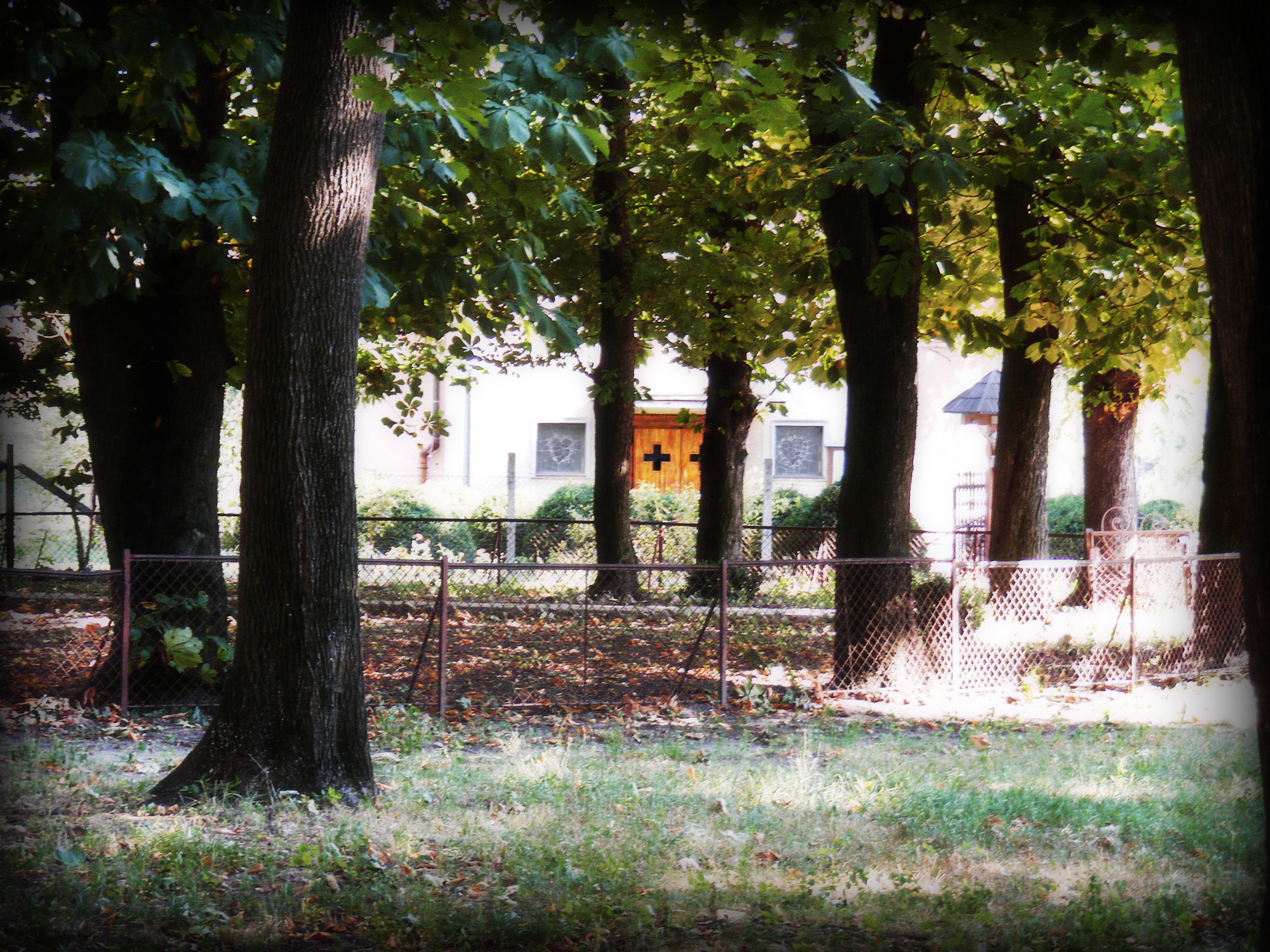
Kastély előtti park

A kastély mögött található angolkert, amelyet az 1910-es években telepítettek 50 katesztrális holdon. A parkban feketefenyő, lucfenyő, hárs, jegenye és gesztenyefák találhatók, valamint értékes cserjék: galagonya, mogyoró és buxus. Évente egy alkalommal nyitották meg a cselédség számára, ilyenkor a hercegnő ajándékokat osztott.
Az 1950-es évektől itt volt a piac, majd később kiosztották a park nagy részét házhelyeknek. Itt található a mogyorófa, amely botanikai érdekesség, mert az eredetileg bokrot fává metszették. 150 évre becsülik a korát, a törzs legnagyobb mért kerülete 309 cm. A fát két éve kidöntötte egy szélvihar.

### Természeti értékek
Emberi kéz által érintetlen terület nincs a településen és környékén. A rendszeres legelőgazdálkodás miatt a jánostelki legelőn lévő ősgyep sem nyilvánítható természetvédelmi területté. Jellegzetes fája a környéknek a galagonya, az akác és a kocsányos tölgy. Utóbbinak a nevét a határrészek is őrzik (Kistölös-Nagytölös). A Kápolnai-tó közelében fehér tippancs, tarka sáfrány, tavaszi hérics, kései szekfű, árvalányhaj és homoki nőszirom is fellelhető.

### Programok
A község külterületén a Tücsök tanya vendégház várja lovaglási, kocsizási lehetőséggel a falusi turizmus kedvelőit. Falunapot a községben minden augusztus 20-án tartanak.

## Itt születtek, itt éltek
- Treitz Péter - agrogeológus, a magyar gazdasági talajtan megalapítója 1866. november 16-án itt született.
- Sallai Virág - Aase-díjas bábművész, színésznő 1944. december 2-án itt született.
- Krámli Kinga - énekesnő (Napra, Fondor, Mingu, Armenia Jazz Quintett)

## Képek

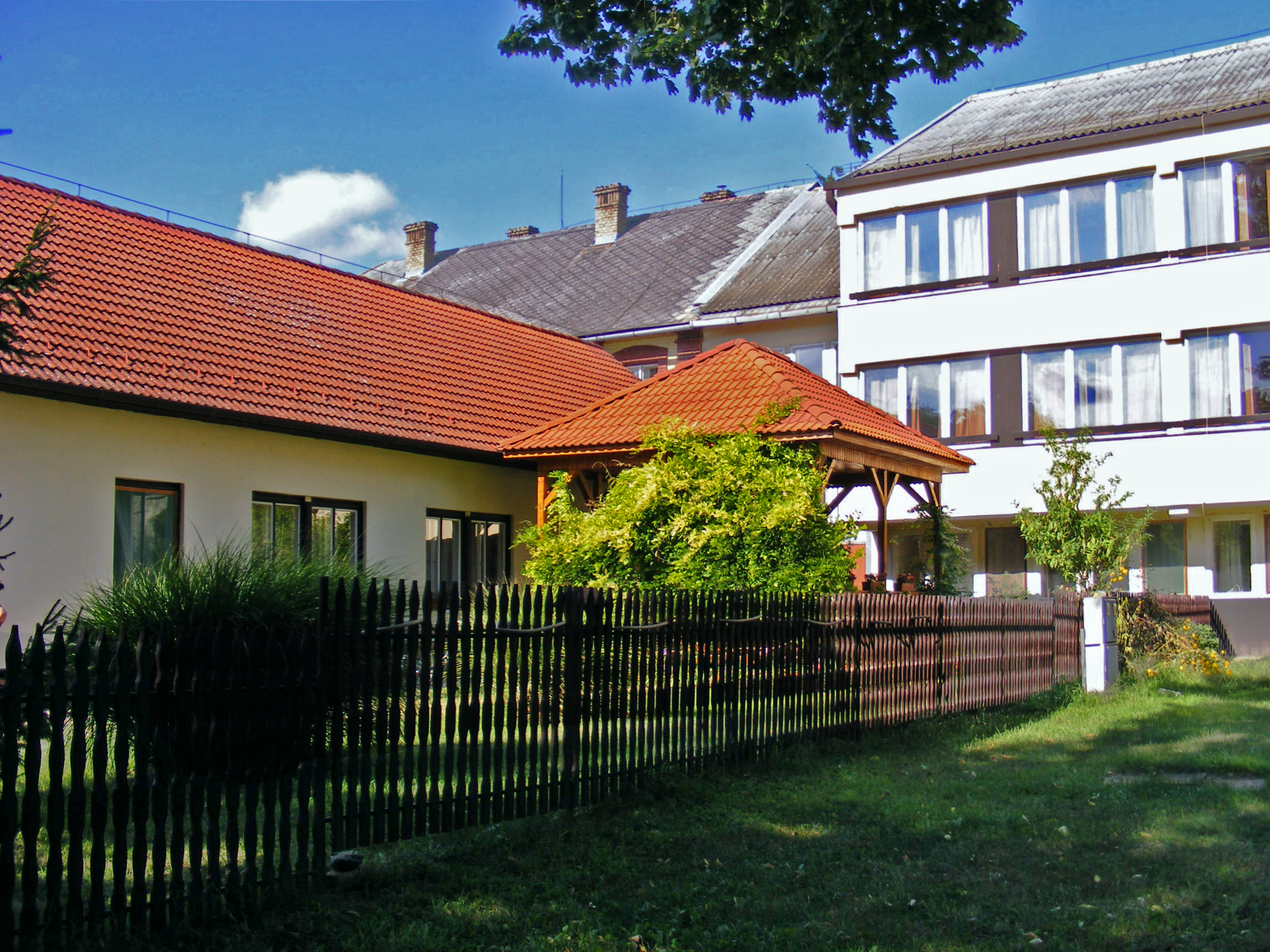
Idősek otthona
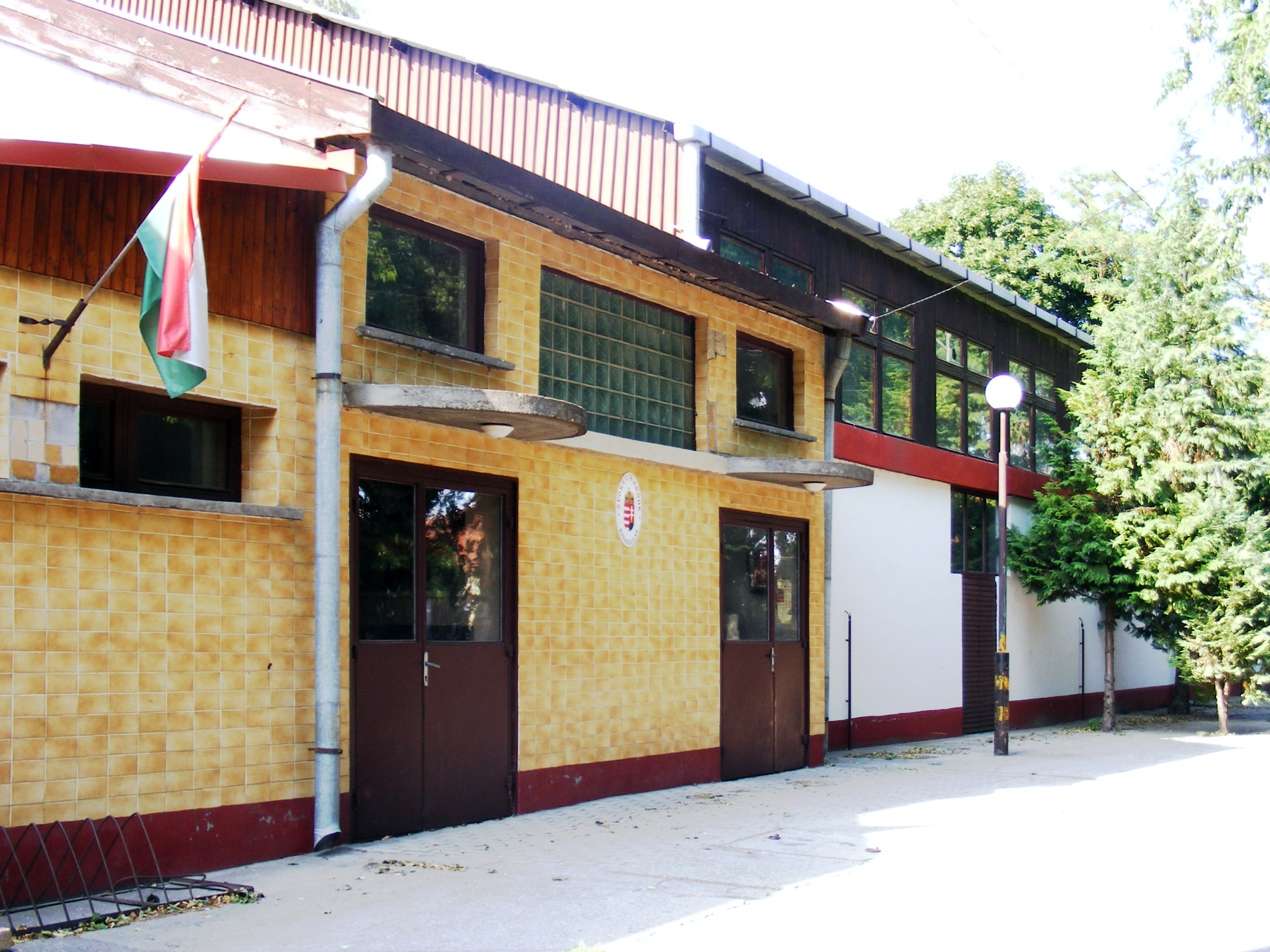
Sportcsarnok
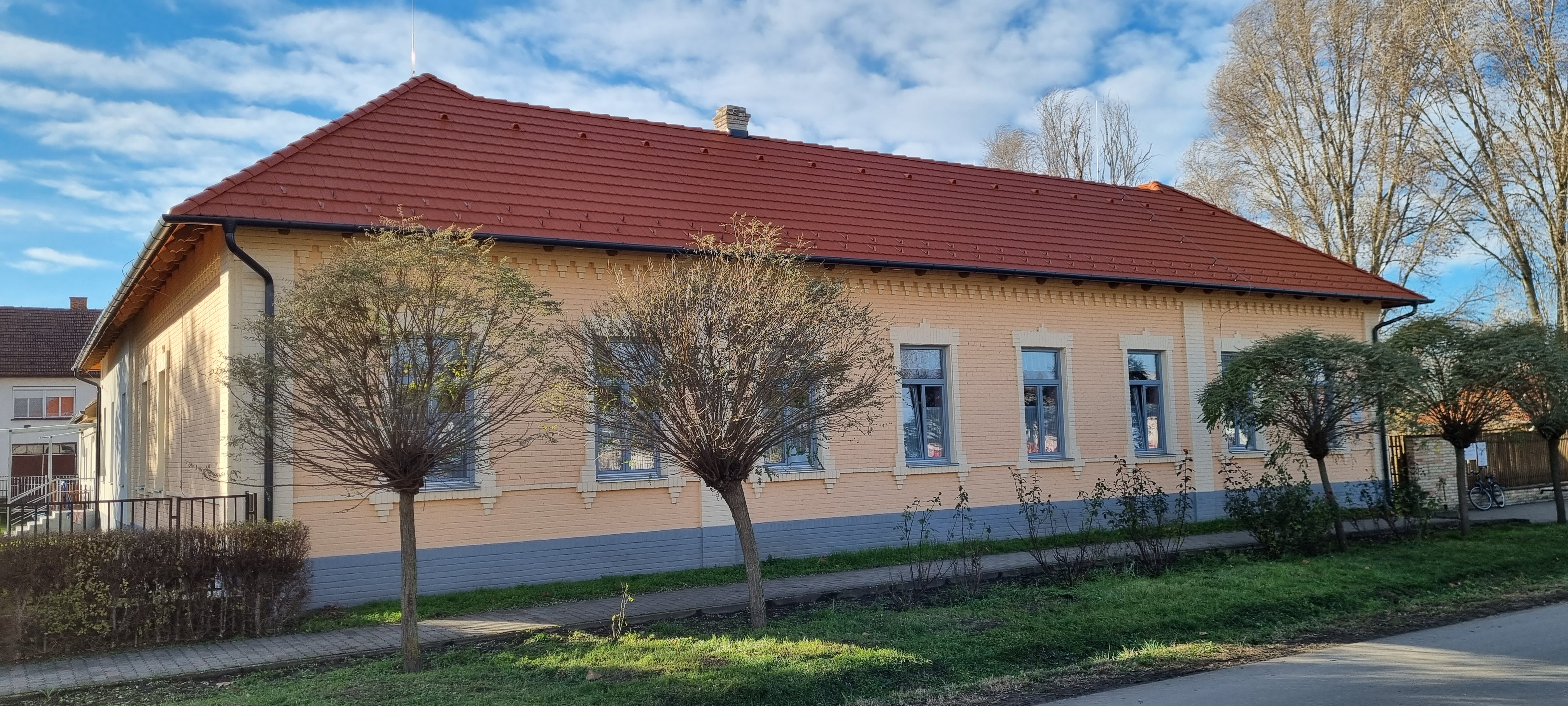
Napraforgó Óvoda és Mini Bölcsőde

### Videók
- Rövid bemutatkozó
- Uradalmi épületek bemutatása
- Régi temetők Kisszálláson
- Nemzetközi néptánctalálkozó
- Kórustalálkozó